# فؤاد شحادة (مذيع)
فؤاد شحادة (أبو نبُّوت) (1925- 1988 م) مذيع سوري من المذيعين الروَّاد في الإذاعة السورية، وهو الذي أعلن بيانَ إقامة الوحدة بين القطرين المصري والسوري في إذاعة دمشق.

فؤاد شحادة في لقاء إذاعي مع الرئيس شكري القُوَّتلي في انتخابات رئاسة الجمهورية عام 1955م.

## سيرته
ولد فؤاد شحادة أبو نبُّوت في مدينة درعا من حوران، عام 1925م. يُعَد من ألمع المذيعين السوريين في الخمسينيات والستينيات من القرن العشرين. أطلق برنامج ركن الهواة في إذاعة دمشق لأول مرة؛ لرفد الإذاعة بالمواهب، فحقق البرنامج نجاحًا كبيرًا. وممَّن اكتشفهم البرنامج من مطربين وملحنين: فهد بلان، ومحمد جمال، وزوجته طروب، وسهيل عرفة.
اشتَهَر فؤاد بالنقل الخارجي، ولا سيَّما أيام الوحدة بين مصر وسوريا، وهو الذي أعلن بيانَ إقامة الوحدة بين القطرين في إذاعة دمشق.
قدَّم في التلفاز السوري مسلسل «مذكرات حرامي» للفنان الراحل حكمت محسن.
أقام في مصر لاجئًا سياسيًّا عام 1963، ثم عاد بعد نكسة 1967. شغل منصب مدير البرامج في التلفاز السوري، وقدم عددًا من البرامج كان آخرها برنامج (مجلة الإذاعة).
ابنته سوسن شحادة عملت مذيعة في إذاعة دمشق ثم في صوت الشعب.

## وفاته
توفي فؤاد شحادة عام 1988م.